# Kinnekulle (bjerg)
Kinnekulle er et bjerg og bjergområde ved Vänerns sydøstlige bred i Götene kommun i landskapet Västergötland i Sverige. 
Kinnekulle er et såkaldt plateaubjerg, der er ca. 306 moh. på det højeste. Allerede tidligt i middelalderen fandtes der stenindustri i området, og der er stadig stenbrud tilbage. Kinnekulle er opbygget af bjergarter, som er aflejret fra kambrium til silur. Nederst, på det prækambriske grundfjelds peneplan,  ligger sandsten, og derefter følger alunskifer, kalksten, lerskifer og diabas. Kinnekulle har en afvekslende flora og fauna og er en del af Natura 2000-netværket. 
Sagaerne  fortæller, at Sigrid Storrådes søn Olof, senere Olof Skötkonung, blev døbt i en kilde i  Husaby, og at han ligger i en af sarkofagerne udenfor Husaby kyrka. En gammel biskopsborg findes også i Husaby samt helleristninger fra bronzealderen. Der er også flere privatejede herregårde i området.
Kinnekulle er et populært turistmål, ikke mindst opsøges det af folk, der vil se stederne som Jan Guillou har skrevet om i romanerne om Arn. 